# Miklaalda
Miklaalda är ett berg i republiken Island. Det ligger i regionen Suðurland, 110 km öster om huvudstaden Reykjavík.  Toppen på Miklaalda är 575 meter över havet.
Trakten runt Miklaalda är nära nog obefolkad, med mindre än två invånare per kvadratkilometer. Det finns inga samhällen i närheten. Trakten runt Miklaalda består i huvudsak av gräsmarker.